# Berlin–Hamburg nagysebességű vasútvonal
A Berlin–Hamburg nagysebességű vasútvonal egy 286 km hosszú, 15 kV, 16,7 Hz-cel villamosított, kétvágányú nagysebességű vasútvonal Németországban Berlin és Hamburg között Brandenburg, Mecklenburg-Elő-Pomeránia, Schleswig-Holstein és Hamburg tartományokban. Wittenbergen, Ludwigsluston és Büchenen keresztül köti össze a szövetségi fővárost Hamburggal. A vonalat 1844. május 6-án kezdte építeni a Berlin-Hamburg Railway Company. Két és fél év múlva, 1846. december 15-én nyílt meg. A vonalon regionális és távolsági személyszállítás, továbbá teherszállítás zajlik.
A vonal a Transzeurópai Közlekedési Hálózat törzshálózatának része, és az első olyan meglévő németországi vonal, amelyet 200 km/h feletti sebességre fejlesztettek, így nagysebességűvé vált. A két város főpályaudvarai közötti 286,7 km-t a leggyorsabb vonatok 103 perc alatt teszik meg, így a maximális utazási átlagsebesség jelenleg 164 km/h a vonat típusától és a menetrendtől függően (a 2020-as menetrendi évtől).
A vonalat a Berlin-Hamburgi Vasúttársaság építette 1844. május 6-tól, és 1846. december 15-én helyezték üzembe. Abban az időben ez volt a leghosszabb távolsági vasútvonal a német államokban. Berlinből, Hamburger Bahnhof (1884 októberétől Lehrter Bahnhof), Spandau, Neustadt (Dosse), Wittenberge, Ludwigslust, Büchen és a Hamburg-Bergedorf vasút meglévő 15,6 kilométeres útvonalán keresztül a hamburgi Berliner Bahnhofig vezetett.

## Felújítása
A DB InfraGO 2025. augusztus 1. és 2026. április 30. között teljes kizárás mellett fogja újítani a vasútvonalat.

## Érdekességek
- 1931. június 21-én a Sínzeppelin 230 kilométer/órás új vasúti gyorsasági világrekordot ért el a vasútvonalon, Karstädt és Dergenthin között.

## Eljutási idők
| Eljutási idők Hamburg és Berlin között            |                                            |                |
| Év                                                | Eljutási idő                               | Változás       |
| A vonal megnyitása előtt                          | kb. 30 óra lovaskocsi                      | (0)            |
| Megnyitás (1846)                                  | 9 óra (kb. 30 km/h)                        | (-21 óra)      |
| 1914                                              | 194 perc (3 óra 14 perc)                   | (-346 perc)    |
| 1933                                              | 138 perc (2 óra 18 perc) (Repülő Hamburgi) | (-56 perc)     |
| Németország szövetséges megszállása (1961–1989)   | kb 6 óra                                   | (+222 perc)    |
| 1989                                              | 243 perc (4 óra 3 perc)                    | (-117 perc)    |
| 1993                                              | 204 perc (3 óra 24 perc)                   | (-39 perc)     |
| 2000 téli menetrend (2000 november - 2001 június) | 140 perc (2 óra 20 perc)                   | (-64 perc)     |
| 2004 nyári menetrend (2004 szeptemberig)          | 128 perc (2 óra 8 perc)                    | (-12 perc)     |
| 2004. december 12                                 | 90–93 perc (1 óra 30-33 perc)              | (-50 perc)     |
| 2006 .május 28 (Berlin Hauptbahnhof megnyitása)   | 90–96 perc (1 óra 30-36 perc)              | (+0 - +3 perc) |